# John Steele

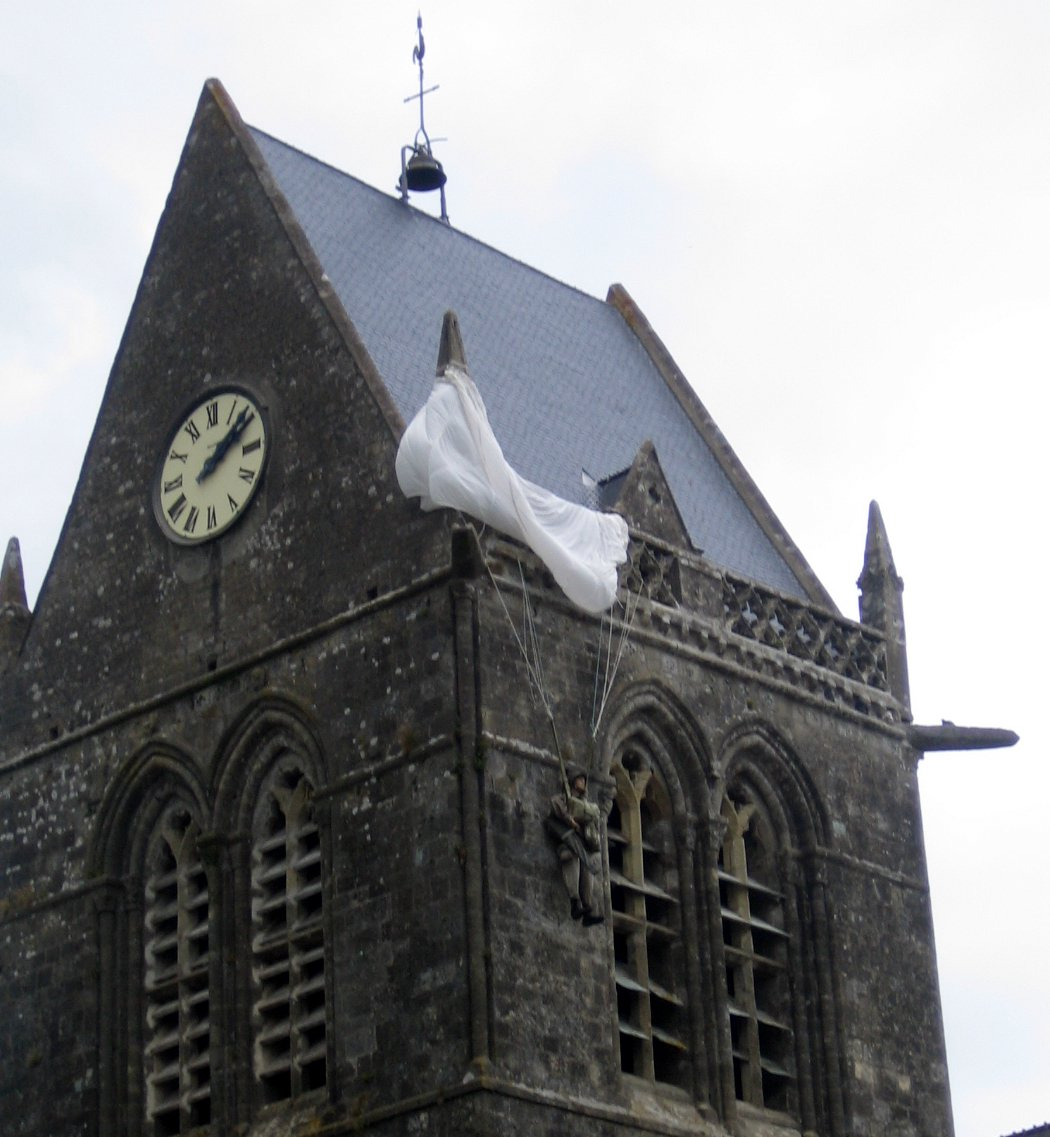
Monumento a John Steele quién fue capturado en el campanario durante el Día D.

El soldado John M. Steele (Metropolis, Illinois 29 de noviembre de 1912 - Flayetteville, Carolina del Norte, 16 de mayo de 1969) fue el paracaidista norteamericano hecho famoso en la película El día más largo por haber aterrizado sobre el campanario de la iglesia de Sainte-Mère-Église, el primer pueblo de Normandía en ser liberado por los paracaidistas Americanos el Día D.

## La operación
La noche antes del Día D (6 de junio de 1944), sucesivas oleadas de soldados norteamericanos de la 82.ª División Aerotransportada fueron lanzados al oeste de Sainte-Mère-Église. La ciudad había sido el blanco de un ataque aéreo y una casa al este de la plaza de la ciudad comenzaba a quemarse debido a una bomba incendiaria errante. La campana de la iglesia se comenzó a tocar para alertar a los pobladores quienes salieron de sus casas en grandes cantidades formando una brigada supervisada por miembros de la guarnición alemana. Para las 01:00 horas, la ciudad ya estaba bien iluminada y llena de soldados alemanes y pobladores cuando de pronto, dos grupos de paracaidistas del 1.er y 2.º batallón aterrizaron (por error) directamente sobre la ciudad.
Los paracaidistas fueron objetivos fáciles y Steele fue uno de los pocos que sobrevivieron. Su paracaídas quedó atrapado en uno de los pináculos de la torre de la iglesia quedando suspendido sobre la parte trasera de ella desde donde observó como asesinaban a sus compañeros. El paracaidista herido y sin fuerzas luego de haber intentado zafarse durante la matanza, colgó de la torre durante dos horas pretendiendo estar muerto hasta que los soldados alemanes lo tomaron prisionero. Más tarde Steele pudo escapar y se reincorporó a su división cuando las tropas estadounidenses del 3.er batallón del 505.º Regimiento de Infantería Paracaidista atacaron el pueblo capturando a treinta alemanes y matando otros once. Por estas acciones y sus heridas, Steele fue condecorado con la Estrella de Bronce por su valor y el Corazón Púrpura por haber sido herido en combate.

## Después de la guerra
Aunque herido, el soldado Steele sobrevivió a la terrible experiencia y continuó visitando la ciudad de Sainte-Mère-Église a lo largo de su vida, convirtiéndose en ciudadano de honor. La taberna Auberge John Steele, que se encuentra adyacente a la plaza, mantiene su memoria a través de fotos, cartas y artículos que cuelgan de sus muros. Steele murió de cáncer de laringe el 16 de mayo de 1969 en Fayetteville, NC a solo tres semanas del 25o aniversario de la invasión del Día D.

## Conmemoración

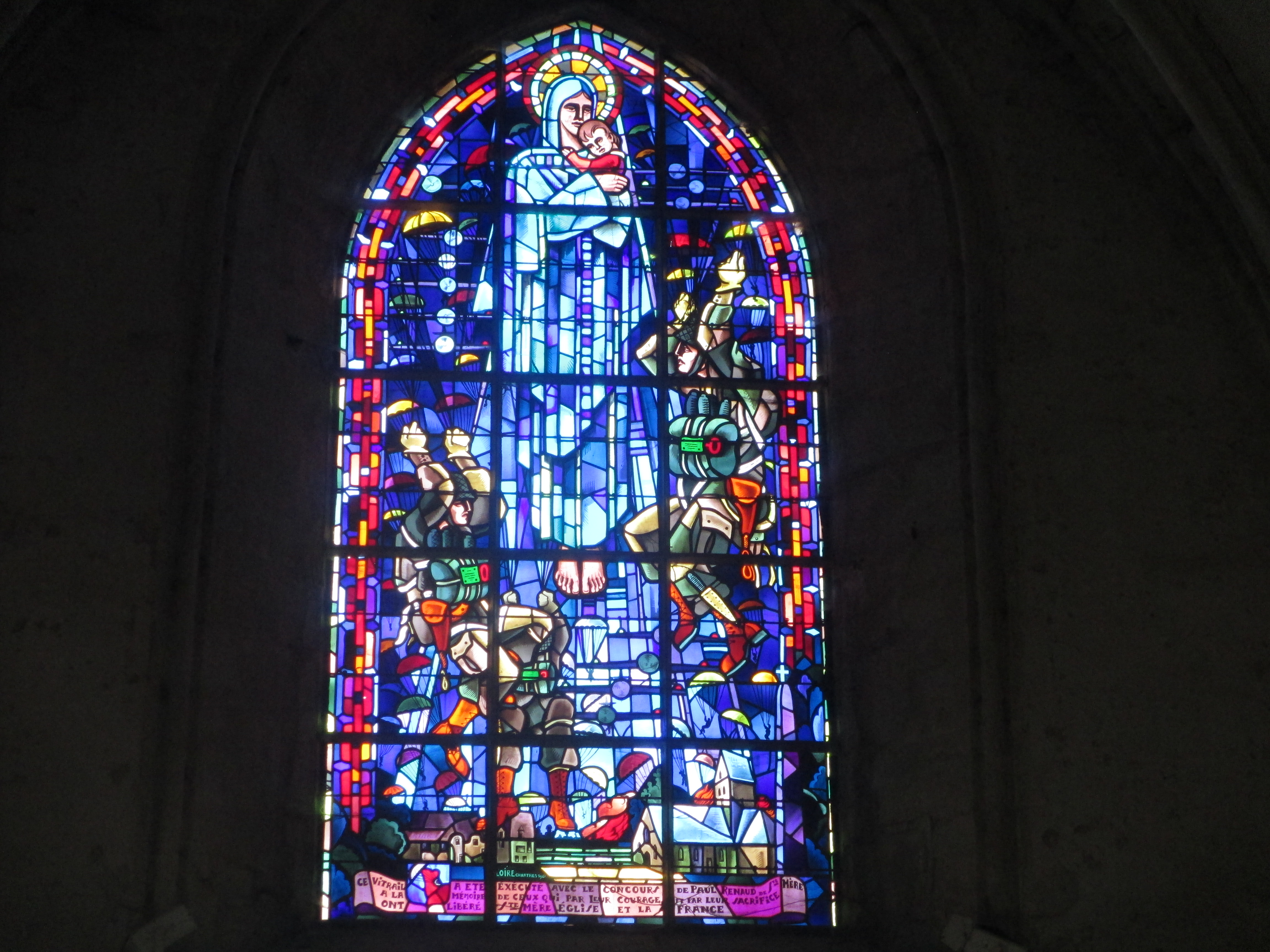
Vitral en la capilla de Sainte-Mère-Église que representa a la Virgen María y dos paracaidistas, uno de los cuales es John Steele.

Hoy en día estos eventos se conmemoran en el Museo de las Fuerzas Aerotransportadas en el día 6 de junio en el centro de Sainte-Mère-Église y en la iglesia donde un paracaídas y una efigie del soldado Steele, en su uniforme de paracaidista, cuelga del campanario. Agujeros de bala todavía son visibles en las murallas de piedra de la iglesia y en el interior, entre otros, existe un vitral especial que representa a la Virgen María y a dos paracaidistas aterrizando en primer plano.

## Representación en el cine
Steele fue representado por Red Buttons en la película El día más largo de Darryl F. Zanuck, película adaptada del libro del mismo nombre escrito por Cornelius Ryan.